# مجموعه پورت‌ها
مجموعه پورت‌ها (به انگلیسی: ports collection) یا درخت پورت‌ها (به انگلیسی: ports tree) یا فقط پورت‌ها، مجموعه‌ای از میک‌فایل‌ها و |وصله‌ها هستند که توسط سیستم‌عامل‌های خانواده بی‌اس‌دی مانند فری‌بی‌اس‌دی، دراگون‌فلی‌بی‌اس‌دی، اپن‌بی‌اس‌دی و نت‌بی‌اس‌دی به عنوان روشی برای نصب نرم‌افزارهای مختلف یا ایجاد بسته‌های باینری ارائه می‌شوند. پورت‌ها معمولاً اساس سامانه مدیریت بسته هستند، ابزارهایی برای ایجاد بسته‌های باینری، حذف، بروزرسانی و کارهای دیگر.روشی برای نصب نرم‌افزارهای مختلف یا ایجاد بسته‌های باینری ارائه می‌شوند

## پکیج سورس نت‌بی‌اس‌دی
درخت پورت‌ها در سیستم‌عامل نت‌بی‌اس‌دی به پکیج سورس معروف است که سعی می‌کند از فلسفه اصلی نت‌بی‌اس‌دی یعنی پورتابل بودن پشتیبانی کند. پکیج سورس نه تنها بر روی نت‌بی‌اس‌دی، بلکه بر روی تعداد زیادی سیستم‌عامل دیگر هم قابل استفاده است. این سیستم در سال ۱۹۹۷ از روی پورت‌های فری‌بی‌اس‌دی ساخته شد و توسعه آن همچنان ادامه دارد.

## پورت‌های فری‌بی‌اس‌دی
می‌توان قدیمی‌ترین درخت پورت‌ها را درخت پورت‌های فری‌بی‌اس‌دی به حساب آورد که در سال ۱۹۹۳ توسط جردن هابارد نوشته شد و البته از آن زمان تا کنون تغییر و تحول زیادی را پشت سر گذاشته است. درخت پورت‌های فری‌بی‌اس‌دی در حال حاضر شامل بیش از ۲۴٫۰۰۰ نرم‌افزار مختلف است.

## پورت‌های اپن‌بی‌اس‌دی
پورت‌های اپن‌بی‌اس‌دی هم از پورت‌های فری‌بی‌اس‌دی سرچشمه گرفته است. پورت‌های اپن‌بی‌اس‌دی به عنوان منبعی برای ایجاد بسته‌ها مورد استفاده قرار می‌گیرند. در هنگام نصب یک پورت، ابتدا یک بسته باینری از روی آن تولید شده و سپس آن بسته باینری نصب می‌شود. یک بسته از موارد زیر تشکیل یافته است:
- میک‌فایل‌ها - تمامی دستورالعمل‌های نصب برنامه در این فایل مشخص شده است
- فایل‌های متنی حاوی توضیح و پیغام‌های مفید نصب
- وصله‌هایی که باید بر روی برنامه اعمال شوند تا برنامه برای اجرا بر روی اپن‌بی‌اس‌دی آماده شود
- فایلی تحت عنوان packing list که حاوی لیست تمام فایل‌هاییست که قرار است توسط آن پورت بر روی سیستم نصب شوند.

در اپن‌بی‌اس‌دی، شاخه ‎-CURRENT و ‎-STABLE درخت پورت‌های مخصوص به خود را دارند.

## دی‌پورتز
دی‌پورتز (DPorts) نام مجموعه‌ی پورت‌های دراگون‌فلای بی‌اس‌دی است که از پورت‌های فری‌بی‌اس‌دی مشتق شده است. و هم‌اکنون جایگزین پکیج سورس در این سیستم‌عامل شده است.